# Изола-д’Асти
Изола-д’Асти (итал. Isola d’Asti) — коммуна в Италии, располагается в регионе Пьемонт, в провинции Асти.
Население составляет 2116 человек (2008 г.), плотность населения составляет 156 чел./км². Занимает площадь 14 км². Почтовый индекс — 14057. Телефонный код — 0141.
Покровительницей коммуны почитается святая Екатерина Александрийская, празднование 25 ноября.

## Демография
Динамика населения:

## Администрация коммуны
- Официальный сайт: